# Recinte emmurallat de Besalú
El Recinte emmurallat de Besalú és una obra del municipi de Besalú (Garrotxa). Gaudeix de protecció com a bé cultural d'interès nacional.

## Descripció
Queden restes adossades a cases i en especial a la part del riu i l'Arc del carrer de Tallaferro. Han quedat poques restes del gran nombre de muralles i torres que envoltaven el casal dels comtes i la vila de Besalú. A la casa dels Figueres es troben algunes restes de considerable alçada. La majoria resten en grans blocs al costat del riu Fluvià.

## Història
Carlemany va dividir l'actual província de Girona en quatre grans comtats: Empúries, Besalú, Girona i Perelada. El primer comte del que es tenen notícies és Odiló, anomenat pel rei francès. Va ser comte l'any 785 i donà permís per fundar el monestir de Sant Esteve de Banyoles. El seu successor va ser el fill de Carlemany, Leudovic, qui s'enfrontà amb diverses incursions sarraïnes. Després passaren 20 comtes independents, l'últim dels quals fou Bernat Guillem, fill de Guillem II i Estefania, que continuà la tasca del seu oncle Bernat III i morí sense descendència, passant el comtat de Besalú a la Casa de Barcelona.